# 美国众议院美国与中国共产党战略竞争特设委员会
美国与中国共产党战略竞争特设委员会（英語：Select Committee on the Strategic Competition Between the United States and the Chinese Communist Party），是第118届美国国会眾議院成立的一个委员会。该委员会将重点关注与中国共产党的经济和安全竞争。時任众议院议长凯文·麦卡锡宣布该委员会由威斯康星州共和党議員麦克·加拉格尔担任首任主席，他是中国政治的直言不讳的批评者，以在这个问题上的两党合作效率而著称。

## 历史
国会中的共和党人最初试图在第116届国会即将结束时提出一个专门针对中国的委员会的提案，但由于当时在国会是少数党的共和党与时任议长南希·佩洛西之间的谈判陷入僵局，使该提案被放弃。相对的，在外交事务委员会首席议员麥克·麥克考的领导下，出现了一个由共和党领导的中国特别工作组，该工作组虽然具有党派性质，但提出了数百项政策建议，通常得到两党的大力支持。它还帮助推进了对台湾的援助，与该国事实上的驻华盛顿大使馆合作，推进了美国军事援助的流动。该委员会于2020年9月发表了一份范围广泛、部分机密的报告。
2022年10月，迈克·加拉格尔对记者表示，一个独立的中国委员会将“在协调多个委员会管辖区的政策方面取得很大进展，从而为我们的中国政策创造一个更为连贯的方法”。
2022年12月8日，当选议长麦卡锡在一篇专栏文章中写道，美国正陷入与中国的冷战，并在一系列应对中国政府的努力中公布了成立该委员会的计划，他说道：
为了赢得新冷战，我们必须以强硬政策应对中国的侵略，以加强我们的经济，重建我们的供应链，为人权发声，反对军事侵略，并结束对美国人个人信息、知识产权和工作的窃取。我们必须认识到，中国的“和平崛起”纯属虚构，并最终以威胁所要求的紧迫性与中共对抗。为此，众议院共和党人将在新一届国会中成立一个中国问题特别委员会。
在对委员会主席任命的回应中，加拉格尔表示：
对美国最大的威胁是中国共产党。中共继续实施种族灭绝，掩盖冠状病毒大流行的起源，窃取价值数千亿美元的美国知识产权，并威胁台湾。中国特别委员会将以两党合作的方式进行反击，以免为时已晚。
在福克斯新闻的一篇专栏文章中，两人将该委员会描述为整个政府行事的起点，该方法将建立在前共和党领导的中国工作组的基础上，“确保美国准备好应对中共带来的经济和安全挑战”。

## 范围
专责委员会可能不仅关注国际事务，还关注有关中国共产党在美国国内影响力的关注话题。《国会山报》报道称，该委员会可能会对中国公司大量购买美国农地、中国的人权问题以及“意识形态战争”产生兴趣。